# 西北風便攜式防空飛彈
西北風便攜式防空飛彈（简称），简称西北风，又称米斯特拉爾，是一款由欧洲跨國企業MBDA導彈系統（MBDA Missile Systems，原稱「馬特拉英國航太動力」，Matra BAe Dynamics）所研製和生產的被動紅外線導引短程防空、便携式防空导弹系統，用以對付1,200公尺（1,312.91碼，3,937.01英尺，0.75英里）以下的低空或超低空，以至掠地飛行的飛機。

## 歷史
西北風飛彈根據法國SATCP（法語：Sol-Air À Très Courte Portée，超短程可攜式地對空）計劃，於1974年開始研製，該便攜式導彈後來成為了西北風防空飛彈。1987年，第一代版本（S1）獲採用後首度部署；1997年，為了裝上虎式直升机而研製的第二代版本（M2）首度部署；2010年，第三代版本（M3）“翻新型”正在研製。
法国研製便攜式防空飛彈的起步時間較晚，但卻博採了各國飛彈的長處，研製出具有自身特點的高性能便攜式防空飛彈系統。

## 設計細節及武器平台

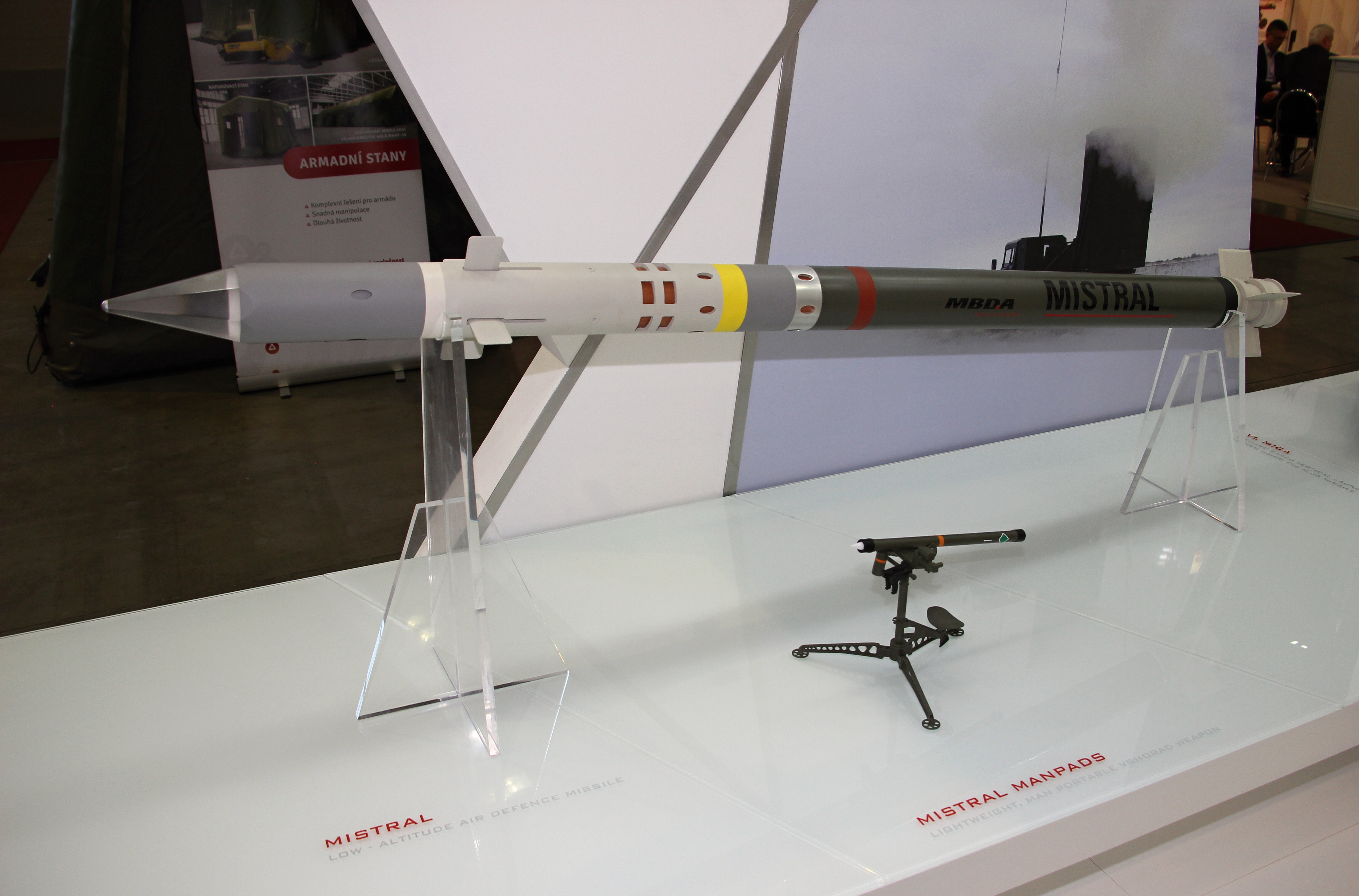
展示的西北風飛彈

西北風便攜式防空飛彈是一款射後不理的短程便携式防空导弹，彈體本身以兩級固體裝藥火箭发动机為動力，飛彈採用被動紅外線導引頭。彈頭重達3千克（6.61磅），採用普遍流行的破片杀伤型戰鬥部，Hexolite高爆炸藥之中還混有1,850顆具有強大貫穿力的高密度钨合金小球，以霰彈型式殺傷目標。戰鬥部爆炸時，小球會以1,500米／秒（4,921.26英尺／秒）的速度貫穿目標的外殼，有效殺傷半徑為3公尺。導引頭的鼻錐罩是西北風飛彈的與眾不同之處，有別於FIM-92「刺針」等飛彈採用的圓鼻錐形罩。西北風飛彈採用多角錐形低阻力鼻錐罩，內含高性能全方位被動紅外線導引頭。
基本型西北風飛彈與大部分便携式防空导弹不同之處，在於它並非肩射式導彈，而（最少）是必須從由導軌（發射管裝飛彈的支架）、瞄準-指示-火控系統和吊艙（將整體連接到地面、車輛或任何其他平台的結構，比如三腳架）組成的發射站系統來使用（雖然也有些手提便携式防空导弹改裝為固定武器使用的例子，例如红缨-6便携式防空导弹）。發射時，使用者坐在三腳架的坐椅上進行瞄準與射擊。這種方式的優點可以減少長時間警戒時的士兵的負擔，也可以較簡單地裝設夜間瞄準裝置。它還可以修改配置從而用作機載（直升機）或機械化（遙控或自動砲塔、陸軍的車輛或海軍的水面艦艇）武器系統，可以從車輛、水面艦艇和直升機上使用。西北風飛彈與敵我詢問器、電源和帶有瞄準裝置的三腳架可一併放在運輸及發射集裝箱（MPC）裡輸送。其缺點是整體系統較沉重而且體積較大，設置時間也較長，因而容易被敵方所發現。
西北風便攜式防空飛彈最基本的作戰單位通常是以2人為一個發射小組：一人攜帶飛彈，另一人則攜帶發射架。整組系統可在占領發射陣地後60秒以內架設完成。發射架以上配有簡易型射手座位、射控單元與壓縮空氣存儲罐（壓縮空氣主要用以啓動彈體本身的陀螺儀與冷卻紅外線導引頭）。此外，發射架上安裝了具有望遠鏡功能的瞄準器，主要用以尋獲目標。開始追蹤目標時，還可顯示敵我識別（IFF）信息，當射手看見确認信號燈亮起時，表示紅外線導引頭已經鎖定目標，此時即可按下發射按鈕。
當射手按下發射按鈕以後，飛彈起飛发动机點火，瞬間讓飛彈以40米／秒（英尺／秒）的速度衝離發射架。0.4秒以後，飛彈大約離射手15公尺，續航发动机啓動，以2.5馬赫（約3,000公里／小時）的高速衝向目標，到達6,000公尺（6,561.68码，19,685.04英尺，3.73英里）的最大射程處只需9秒。
为了在夜間作戰，西北風便攜式防空飛彈可選配熱成像瞄準儀。2002年2月，法國空軍機場防空部隊開始裝備MATIS熱成像瞄準儀，大幅提升了夜間作戰能力。
另外還有一些發射裝置，使該飛彈可裝在裝甲車輛、艦艇（例如喬治·萊格級）或直升机（例如法國宇航瞪羚、丹尼爾石茶隼，或是歐直虎式）以上發射。為了防止被成為目標的航空器（战斗机或直升机）以從後方噴出的热诱饵弹誘離目標，西北風便攜式防空飛彈的比例導航採用了採用了陀螺儀作為基準，而非早期型紅外制導式便攜式防空系統所使用的方法。為了進一步提高電戰反反制能力，西北風的導引頭具有一個很窄的視域以拒絕誘餌和干擾，而導引頭亦可以在＋／—38°的範圍內傾斜。在發射器上時，導彈在最多在2秒內使陀螺儀運轉起來，而且5秒完成總反應時間。西北風飛彈的全方位雙色（2-4和3-5微米）冷卻紅外線導引頭是由SAT制定，飛彈採用同時具有激光近炸或觸發兩種功能的引信。
西北風協調站（Mistral Coordination Post，縮寫：MCP）於1991年巴黎航展上首次亮相，配備了厄利康康特拉夫斯公司研製的SHORAR（短程防空雷達）。MCP設計用於與西北風便攜式導彈系統ATLAS、ALBI或MPCV系統整合一起使用，也可用作MBDA西北風導彈陸基防空（Ground Based Air Defence，縮寫：GBAD）系統的一部分，用於軍事單位和重要設施的防空。
MCP可為11個「西北風」發射單元、ALBI、ATLAS或MPCV防空系統提供目標指示和火力控制。MCP可架設在卡車底盤或任何其他越野底盤以上。較新版本的MCP被稱為 IMCP，即改良型導彈控制站。
一款由西北風飛彈衍生發展成的六聯裝近迫武器系統版本命名為「輕型近迫防空自我防衛系統」（Système d'Auto-Défense Rapprochée Anti-aérienne Léger），法语縮寫以後被命名為「薩達哈爾」（SADRAL）飛彈，這系統具有穩定而且完全自動化的快速重新裝填型發射器。發射器整合了一個由CSEE研製的火控系統，包括電視攝像機和前視紅外能力。由兩個系統所產生的影象會在甲板下方的操作員控制台屏幕上出現，而導彈在發射以前需要將目標鎖定。一台滿載的薩達哈爾的發射重量為1,080千克，而操作員控制台重達280千克。安裝在船上的雙導彈型版本被命名為「西芭」（Simbad），而新近推出的四聯裝版本則被命名為「脂鲤」（Tetral）。目前還提出了西芭的進化型——西芭RC型。脂鲤RC型和西芭RC型兩者都可在船的甲板上作遠端操作，而原來的西芭則只能利用一具簡單的光学瞄准镜作手動操作。

## 庫存盤點
1989年，西北風飛彈進入大量生產，並牢牢占據了全球同類武器市場的銷售量之冠。除了法國軍方的大量訂單以外，現在已經在25個國家的37支武裝力量（八個歐洲國家、八個亞太地區、五個南美國家，和三個中東國家）中部署，包括奧地利、比利時、巴西海軍陸戰隊、智利、哥倫比亞、塞浦路斯、厄瓜多爾、愛沙尼亞、芬蘭、法國、匈牙利、印度尼西亞、摩洛哥、新西蘭、挪威、阿曼、巴基斯坦、韓國、新加坡、西班牙和委內瑞拉，總產量已經超過16,000枚。

## 戰鬥性能

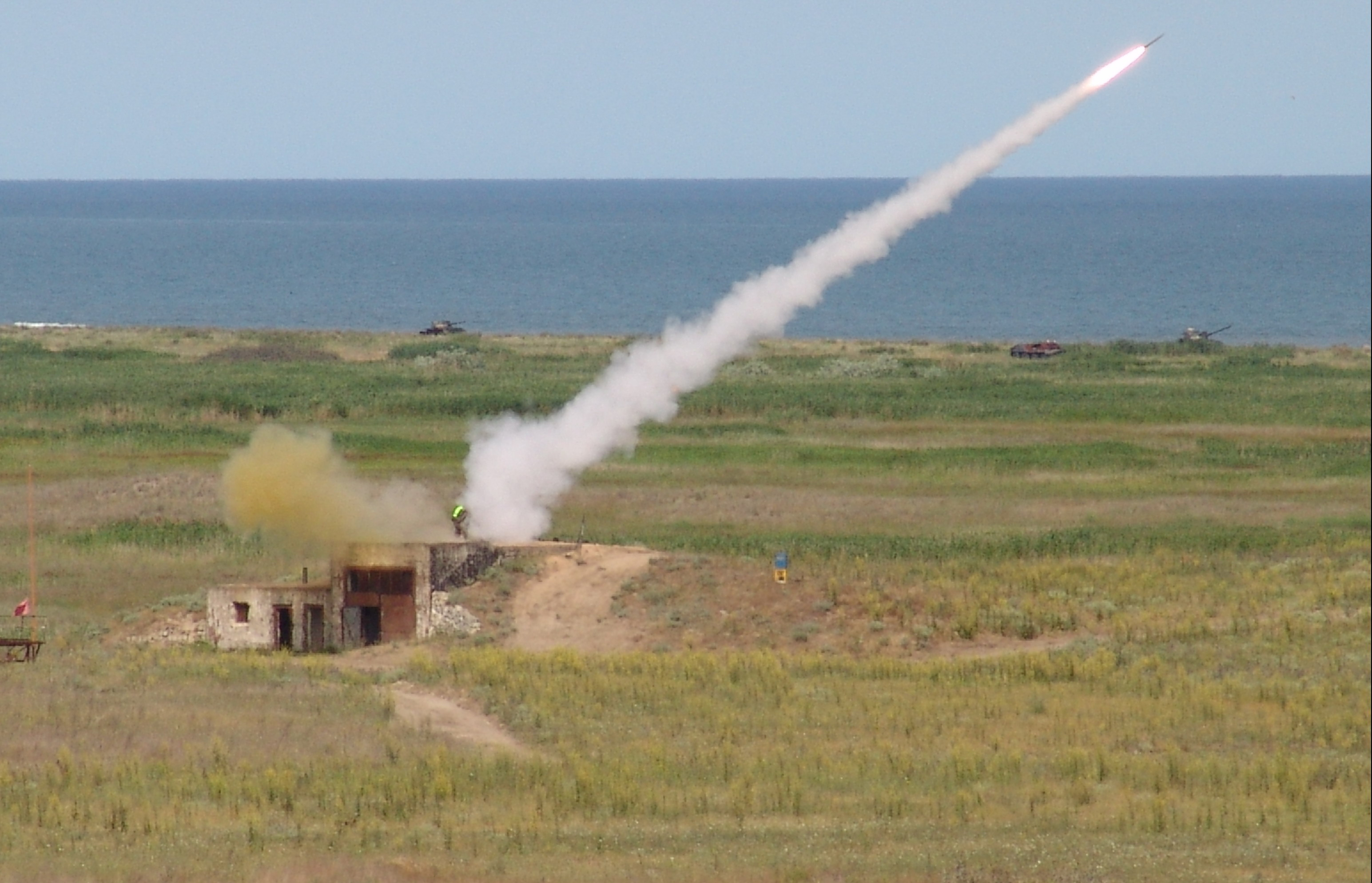
法國和羅馬尼亞的聯合軍事演習期間發射的西北風導彈。

作戰中使用的西北風飛彈包括發射了的2,000多枚導彈，訓練中成功率達到95％。
1999年3月23日，在第二次刚果战争期間，被盧旺達部隊所使用的西北風飛彈擊墜了津巴布韋空軍的BAE鷹式教練機戰鬥機型。

## 潛艇防空武器
2012年9月26日，DCNS公司在該公司的列莫希倫工廠宣布，計劃設計和建造以西北風飛彈為藍本的潛艇用碳濾罐基防空武器。這個概念是基於維氏在1970年代以吹管防空飛彈為藍本而研製並在埃涅阿斯號潛艇上測試的英國潛艇發射空中飛行導彈計劃。

## 與刺針的差異
基本型西北風便攜式防空飛彈與美製FIM-92「刺針」飛彈的最差異在於機動性。刺針飛彈為「單兵便攜、肩射式」，只需一名射手就可以在進行陣地占領、變換和發射，全系統重量較輕，在操作上也較為便利。而西北風便攜式防空飛彈則需要配備發射架，雖然是「步兵便攜式」防空飛彈，但除了射手以外，還需要另外一名人員攜帶發射架，機動性能較為差劣；占領發射陣地以後，還必需先架設好發射架，再裝上飛彈，才可達成備射狀態，操作上不如刺針飛彈般便利。
但另一方面，西北風便攜式防空飛彈的戰鬥部重達3千克，遠比刺針飛彈的1千克要大，對目標的殺傷力更為強大；另外，西北風便攜式防空飛彈的飛行機動能力和全向位被動紅外線導引頭也頗受使用者的好評。
到目前為止，這兩款步兵便攜式防空飛彈已經成為國際武器市場上的經典之作。

## 使用國
奥地利
 比利时
 巴西
 
 智利
 哥伦比亚
 
 爱沙尼亚
 芬兰
 法國
 匈牙利
 印度尼西亞
 伊朗
 以色列
 
 黎巴嫩
 摩洛哥
 新西兰
 挪威
 阿曼
 巴基斯坦
 菲律賓
 新加坡
 賽普勒斯
 
 西班牙

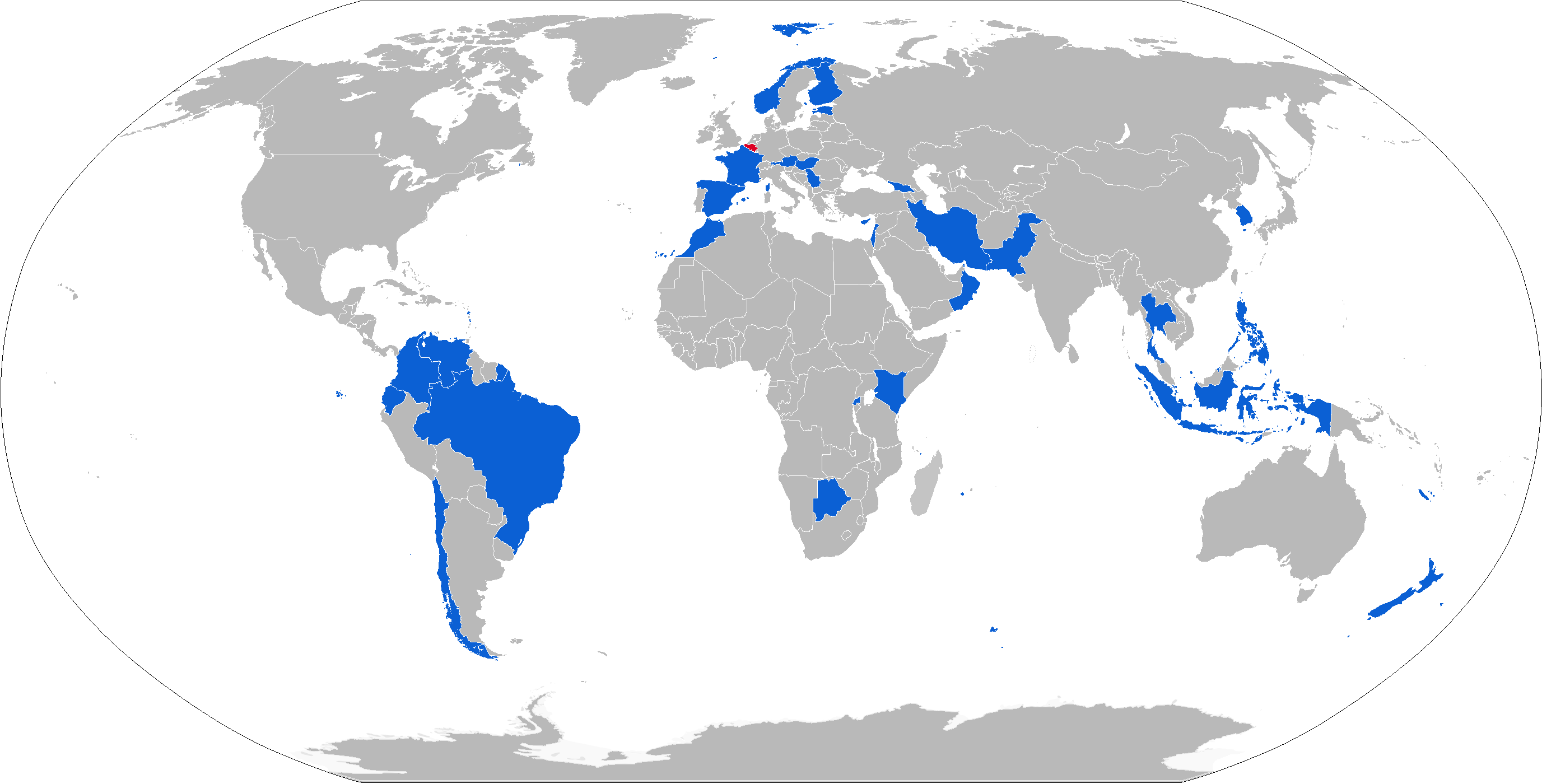
藍色為西北風便攜式防空飛彈的使用國。

- 西班牙空军，空中部署支援中隊（EADA）曾在阿特拉斯射擊。
- 西班牙陸軍裝備108枚。1988年，陸軍獲得西北風紅外尋步兵型便攜式防空導彈系統，也可安裝在瓦曼塔裝甲車上。

 泰國
 委內瑞拉
 乌克兰
- 烏克蘭武裝部隊裝備100枚，由挪威軍援。

## 圖集

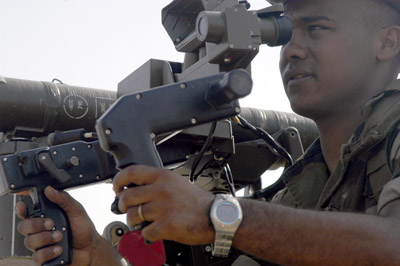
西北風飛彈的瞄具
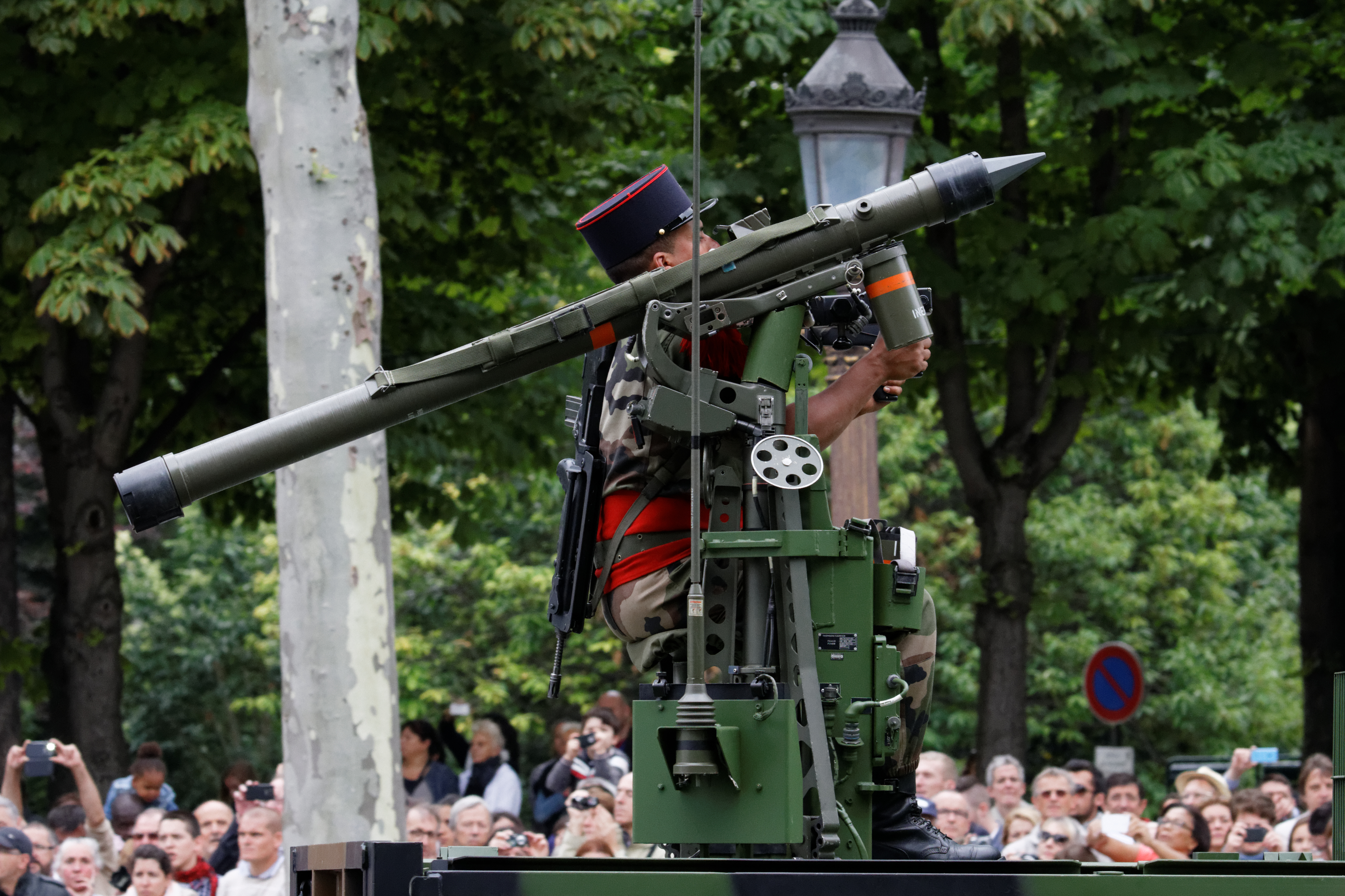
一組架設在ACMAT VLRA偵察卡車上的西北風飛彈
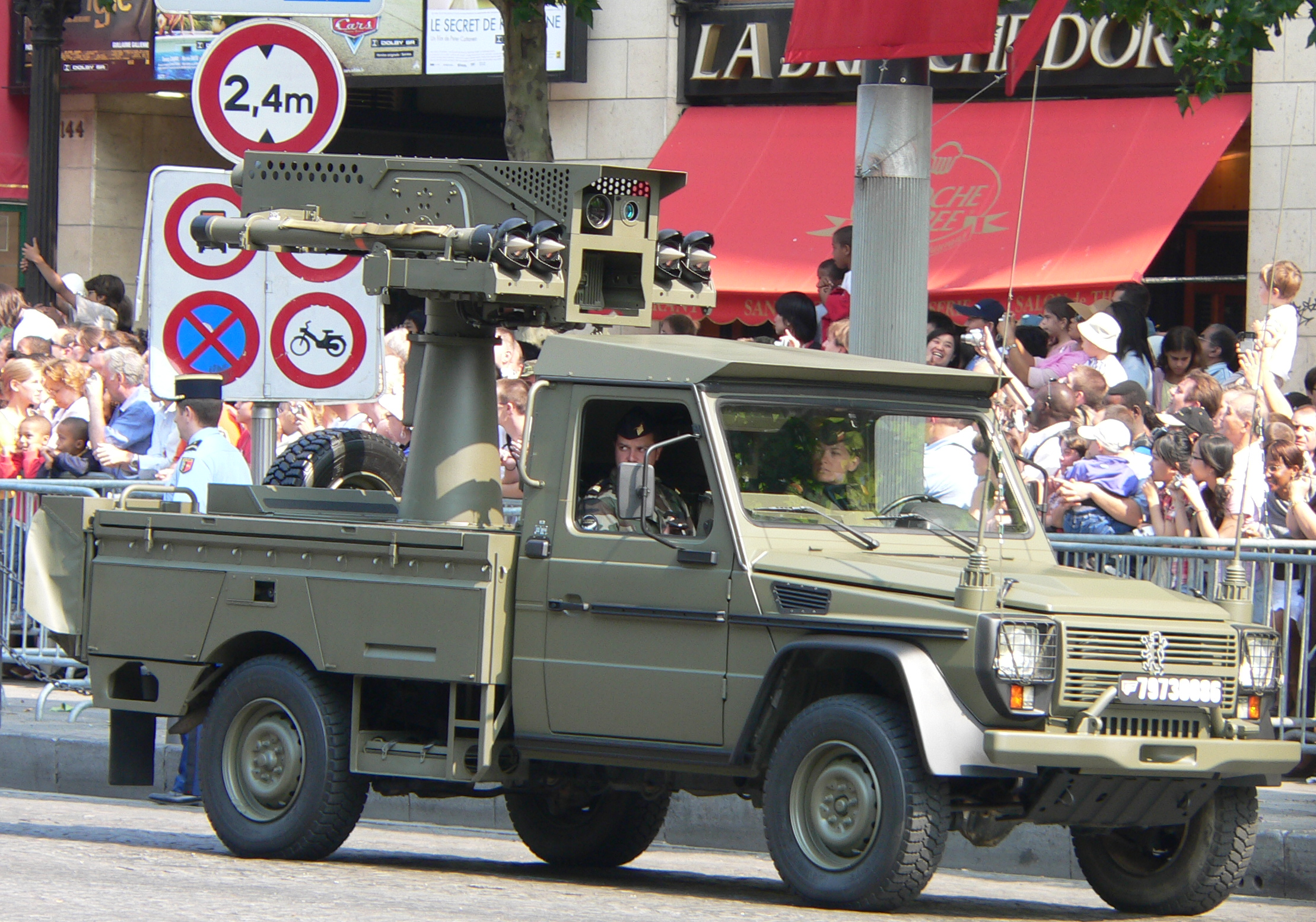
一組架設在寶獅P4軍用越野車（法语：Peugeot P4）上，可用於發射西北風飛彈的四聯裝Aspic發射器，2006年7月攝於巴黎香榭大道所舉行的閱兵典禮中
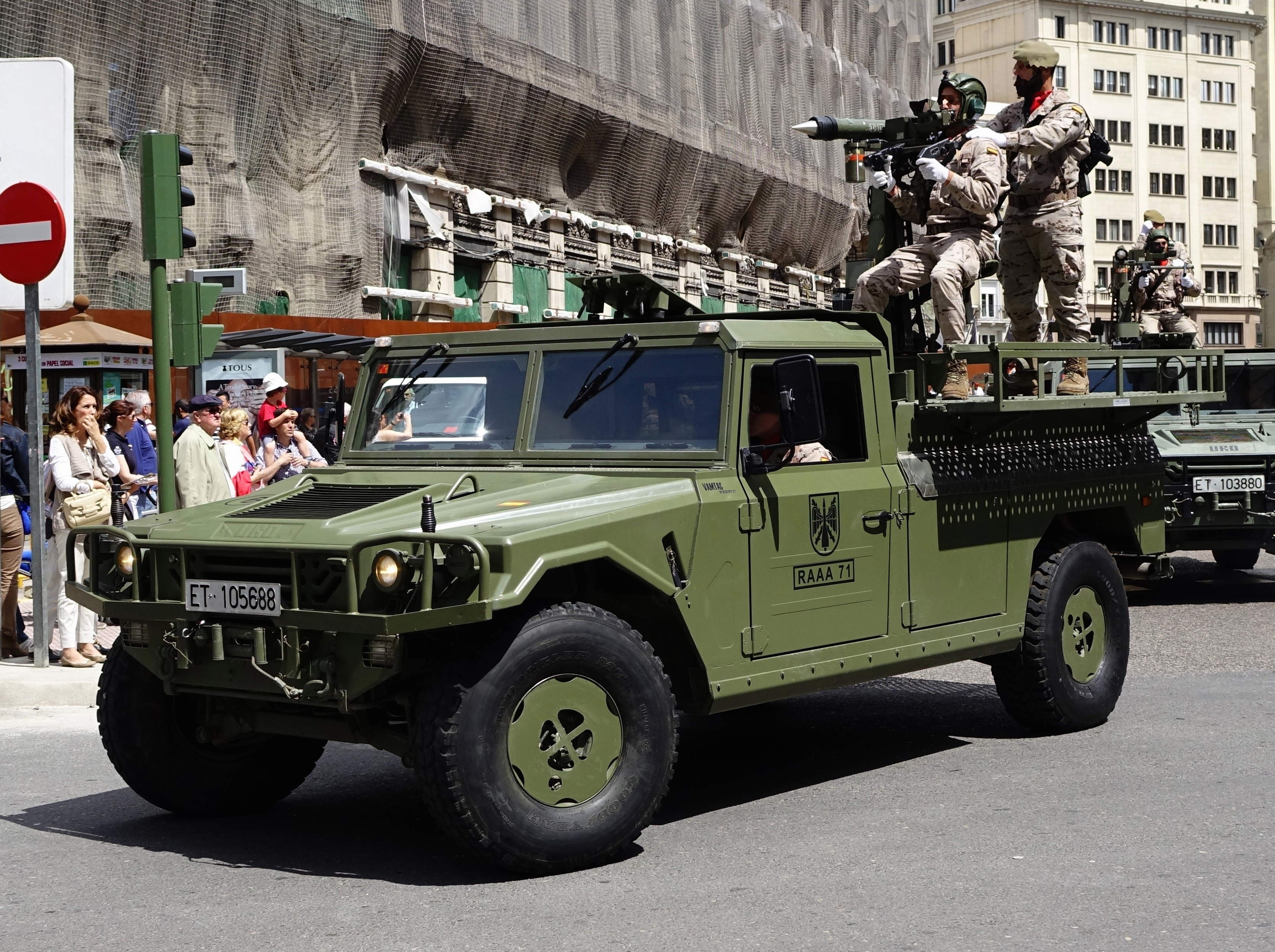
一組架設在瓦曼塔裝甲車上的西北風飛彈
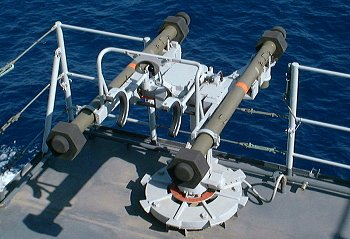
「西芭」（Simbad）飛彈防禦系統，裝備兩枚西北風飛彈
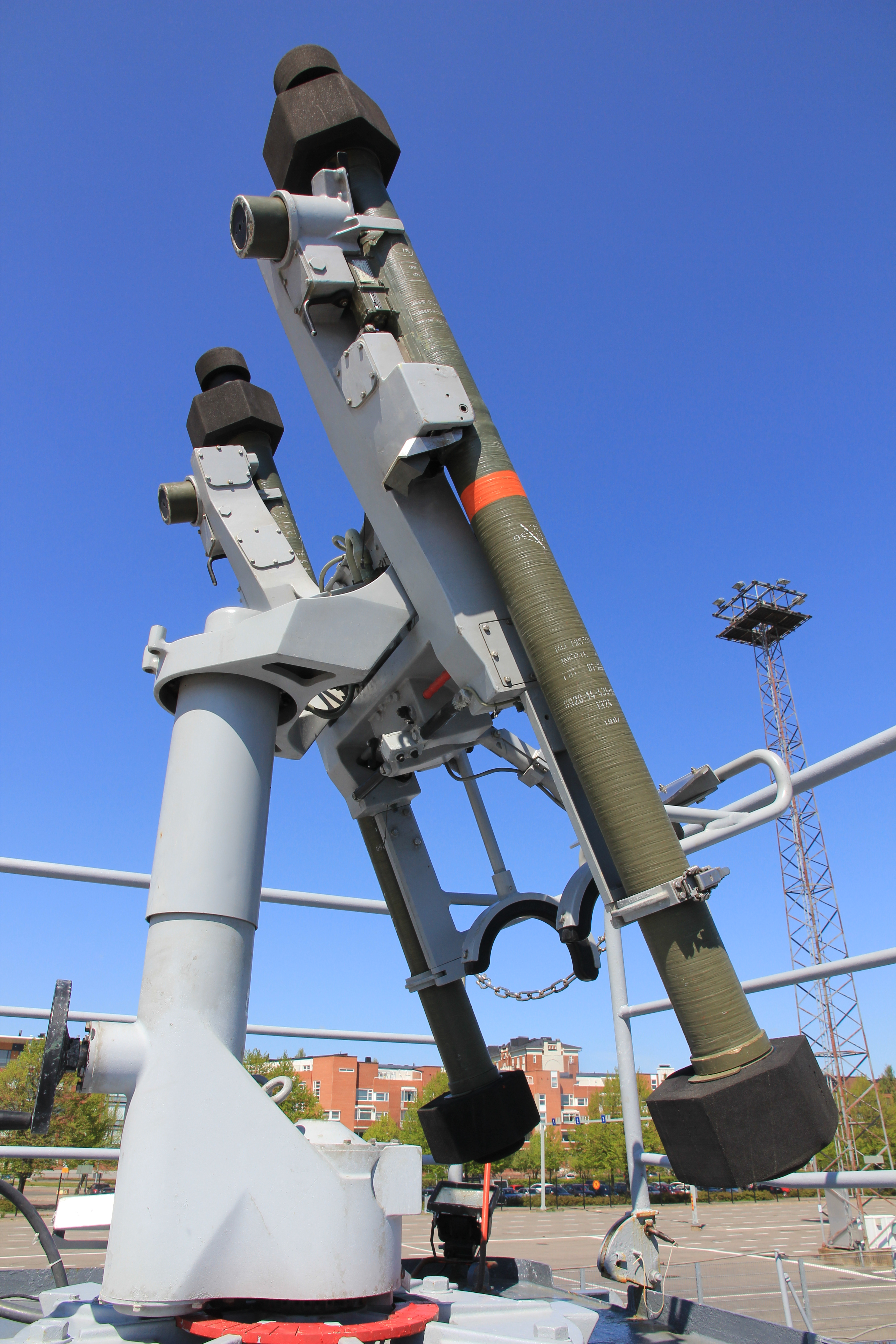
西芭飛彈防禦系統上裝備的西北風飛彈
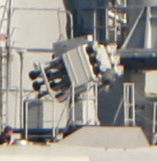
法國海軍杜普里克斯號護衛艦（英语：French frigate Dupleix）以上的「薩達哈爾」（SADRAL）飛彈防禦系統，裝備六枚西北風飛彈
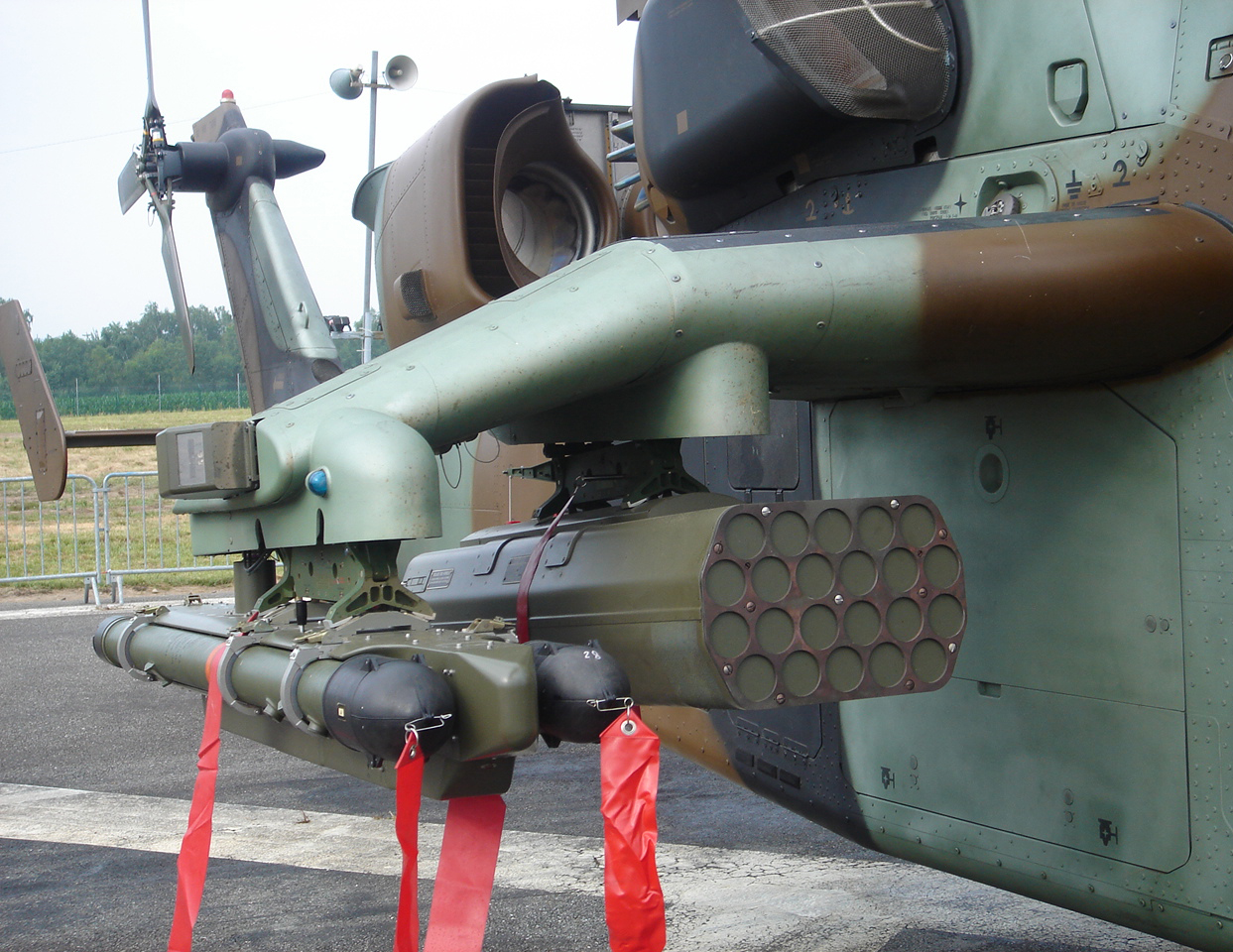
裝在法國歐直虎式HAP直升機上的西北風飛彈

## 資料來源
1. ↑  . MBDA.   [2021-09-21] （美国英语）.
2. ↑  Cooper, Tom. . ACIG.org.   [22 January 2013]. （原始内容存档于2013-01-25）.
3. ↑  Janes International Defence Review Vol 45 France revives hard-kill submarine defences, page XIV
4. ↑  .   [2015-06-23]. （原始内容存档于2014-10-15）.

## 外部連結
- （英文）—Mistral Short-Range Air-Defence Missile System, France at army-technology.com （页面存档备份，存于）
- （英文）—MBDA MISTRAL family
- （英文）—Weaponsystems.net—Mistral